# Spryginia
Spryginia es un género de plantas fanerógamas de la familia Brassicaceae. Comprende siete especies descritas y de estas, solo 2 aceptadas.

## Taxonomía
El género fue descrito por Mijaíl Popov y publicado en Trudy Turkestanskogo Nauchnogo Obshchestva 1: 35. 1923.

## Especies aceptadas
A continuación se brinda un listado de las especies del género Spryginia aceptadas hasta julio de 2014, ordenadas alfabéticamente. Para cada una se indica el nombre binomial seguido del autor, abreviado según las convenciones y usos.
- Spryginia crassifolia Botsch.
- Spryginia winkleri Popov